# Anna Rüling
Theodora «Theo» Anna Sprüngli (Hamburg, 15 d'agost de 1880 - Delmenhorst, 8 de maig de 1953), més coneguda amb el pseudònim Anna Rüling, va ser una periodista alemanya que el 1904 va fer el primer discurs polític que va abordar els problemes que patien les lesbianes. Va ser una de les primeres dones modernes que va dir públicament que era lesbiana, i ha estat descrita com «la primera activista lesbiana coneguda».

## Joventut i educació
Rüling va néixer en una família de classe mitjana a Hamburg, a l'Imperi alemany. Els seus pares eren Adolf Sprüngli (un empresari suís), i Caroline Sprüngli (nascuda Dangers). Juntament amb almenys una germana, Rüling va ser criada en un «ambient rígid d'una llar hanseàtica». Va assistir a una escola per a dones joves i, segons es creia oportú per a una noia de classe mitjana, va rebre instrucció de teoria de la música i de piano. Va acabar el gymnasium a Stuttgart, on va prendre classes de violí d'Edmund Singer, i va ser una companya d'escola de la pianista alemanya Elly Ney. Era una bona violinista, però va haver de renunciar després de patir una lesió al braç després de rescatar un nen.
La seva carrera com a periodista va començar als 17 anys, quan va començar a escriure per a Hamburger Fremdenblatt. Rüling es va traslladar a Berlín, on va treballar durant un temps per a August Scherl, escrivint articles de diari sobre música i teatre, i guanyant diners addicionals per donar classes particulars de música.

## Lesbianisme i activisme
La família de Rüling, que no coneixia la seva homosexualitat, la va pressionar perquè es casés. Rüling va parlar més tard de la seva aversió a les relacions matrimonials amb els homes, i va declarar que les dones homosexuals casades amb homes no podrien trobar «cap felicitat» i que «serien incapaces de crear felicitat». Tot i que el seu pare va declarar que «a la meva família no li pot passar», Rüling va iniciar una relació amb una dona cap al 1904 i va començar el seu activisme. Estava ansiosa de veure una aliança entre els promotors LGTBI i els creixents moviments de drets de les dones, demanant a aquests últims que assenyalessin «que el matrimoni era molt destructiu per als homosexuals».
El Comitè Científic-Humanitari (Wissenschaftlich-humanitäres Komitee, WhK) el primer grup de promoció LGTBI del món, va convidar Rüling a parlar a la seva conferència de Berlín el 9 d'octubre de 1904. Va ser l'única ponent preparada per abordar els temes que enfrontaven les dones homosexuals. Va pronunciar el discurs «Quin interès té el Moviment de Dones per resoldre el problema homosexual?» Va donar suport a l'opinió comuna en l'època que afirmava que la mentalitat lesbiana és més semblant a la dels homes que a la d'altres dones. Malgrat els seus intents per unir totes les víctimes de l'opressió per raó de sexe, Rüling no va aconseguir influir en les campanyes pels drets de les dones per a que treballessin pels drets de les lesbianes. Aleshores, moltes dones homosexuals van participar activament en la promoció dels drets de les dones, però van estar indignades per la insistència de Rüling de tractar la causa lesbiana com un repte feminista:
| « | Si peséssim totes les contribucions que les dones homosexuals han fet al Moviment de Dones, ens estranyaria que les seves grans i influents organitzacions no hagin aixecat el dit per obtenir justícia a l'Estat i a la societat donat el nombre tan reduït de membres lesbianes que ténen... | » |

Rüling creia que els homosexuals constituïen un tercer gènere, diferent dels homes i les dones. Va argumentar que les dones homosexuals eren més raonables que les «dones clarament heterosexuals», i que una lesbiana, «com un home normal, era més objectiva, més energètica i orientada als objectius que la dona femenina». També va afirmar que les dones homosexuals són més adequades per a les ocupacions professionals. No obstant això va resultar més controvertida per la seva pròpia homosexualitat, de la qual s'enorgullia, que pels seus punts de vista. El seu discurs va ser el primer discurs polític sobre lesbianes. Va ser una de les primeres dones que es va identificar obertament com a homosexual, i ha estat anomenada «la primera activista lesbiana», tot i que de vegades es diu el mateix de Johanna Elberskirchen.
El 27 d'octubre de 1904, Rüling va pronunciar un discurs al Bund für Menschenrecht (Federació de Drets Humans) de Friedrich Radszuweit, una altra organització que defensava els drets dels gais i de la que va ser breument membre. Dos anys després, va publicar una col·lecció de relats breus de temes lèsbics. Sortint de Berlín, Rüling es va traslladar a Düsseldorf, on va viure 30 anys. Des de 1914 fins a mitjan la dècada del 1920, els seus escrits es van publicar regularment a Neue Deutsche Frauenzeitung, un diari de dretes amb visió moderada sobre els drets de les dones.
Durant la Primera Guerra Mundial, Rüling va ser un patriota ardent, nacionalista i imperialista. No sembla, però, que ella s'adherís mai al Partit Nazi. A finals de la dècada del 1930 va marxar de Düsseldorf i es va traslladar a Ulm, on va abandonar el periodisme i va treballar com a secretària, directora i editora de guions del teatre municipal. Una dècada més tard, es va traslladar a Delmenhorst, continuant la carrera teatral, però va reprendre també el periodisme el 1949.
En el moment de la seva mort sobtada el 8 de maig de 1953, Anna Rüling, de 72 anys, era una de les dones periodistes més antigues de la República Federal d'Alemanya.